# Macowania conferta
Macowania conferta là một loài thực vật có hoa trong họ Cúc. Loài này được (Benth.) Phillips mô tả khoa học đầu tiên năm 1950.